# Meropathus zelandicus
Meropathus zelandicus är en skalbaggsart som beskrevs av Ron Garth Ordish 1984. Meropathus zelandicus ingår i släktet Meropathus och familjen vattenbrynsbaggar. Inga underarter finns listade i Catalogue of Life.